# تپه تنب قلعه
تپه تنب قلعه مربوط به هزاره ۴ قبل از میلاد است و در شهرستان بوانات، بخش مرکزی، دهستان باغستان، ۵۰۰ متری غرب روستای دیده بانکی، سمت چپ جاده واقع شده و این اثر در تاریخ ۲۶ اسفند ۱۳۸۶ با شمارهٔ ثبت ۲۱۹۲۸ به‌عنوان یکی از آثار ملی ایران به ثبت رسیده است.